# Сиу
Си́у (англ. Sioux; на дакота — Očhéthi Šakówiŋ, Очети Шаковин) — индейский народ группы сиу, или группа лингвистически родственных племён, проживающих на севере США (резервации в штатах Небраска, Миннесота, Южная Дакота, Северная Дакота и Монтана) и юге Канады (резервации в провинциях Саскачеван и Манитоба).

## Наименование
Современные сиу состоят из двух основных родов дакота и лакота, говорящих на родственных диалектах и имеющих общее самоназвание "Очети шаковин" («Семь костров Совета», название происходит от семи основных племенных групп).
Термин сиу является экзонимом. Оджибве своих врагов на востоке — ирокезов — называли «настоящими змеями», а западных соперников —сиу — «малыми змеями» (nadouessioux). Французы переняли усечённое наименование для сиу, которое сохраняется до сих пор. Он может относиться к любой этнической группе в пределах очети шаковин или к любому из многих диалектов языка народа.

## История

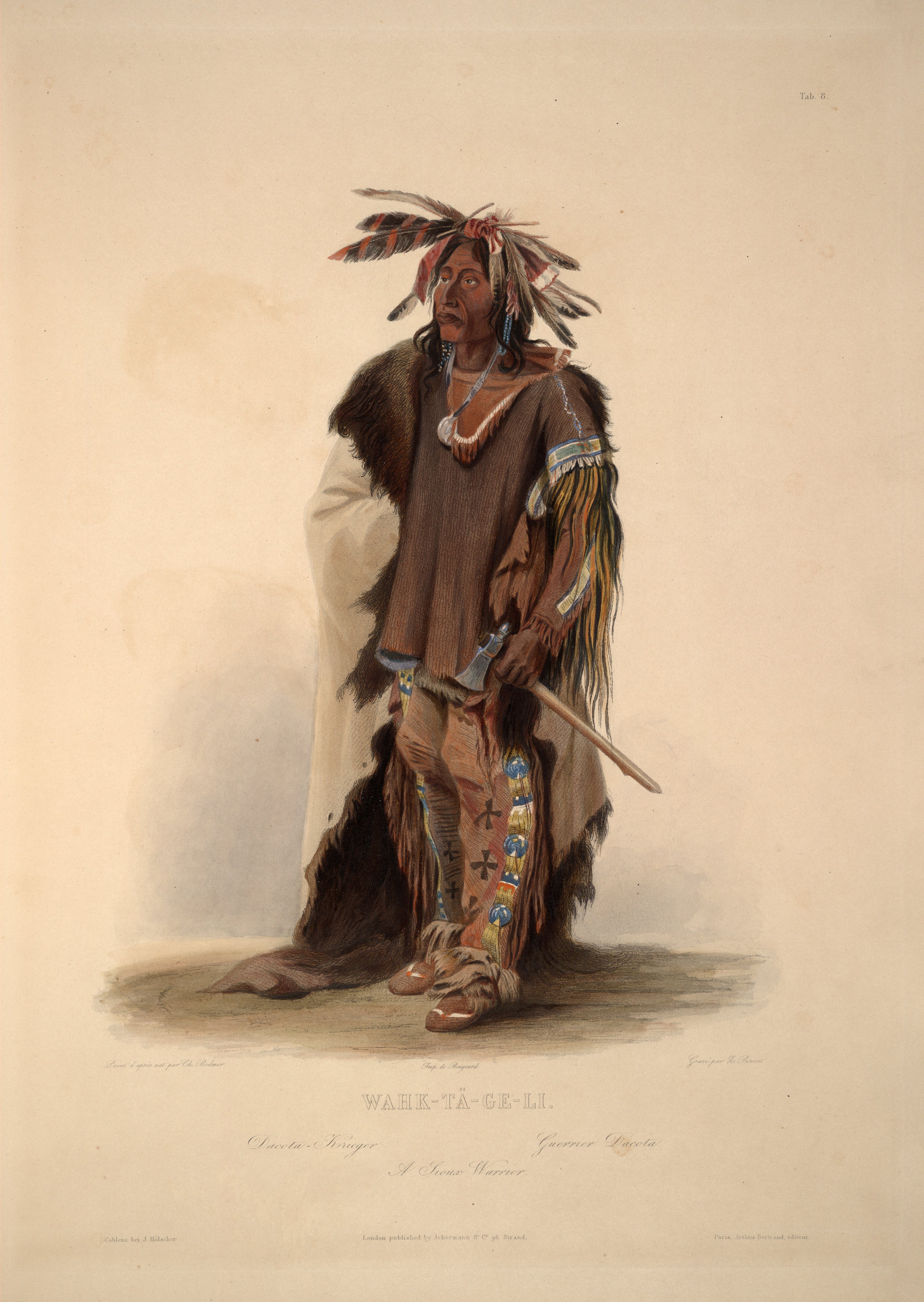
Вождь янктонов Вактэгли («Вернувшийся из военного похода»). Худ. Карл Бодмер, ок.1840 г.

Родина сиу — земли к западу от озера Мичиган (штаты Миннесота и Висконсин). К середине XVII века занимали территорию около озера Миль-Лак и далее на запад до реки Миссури. Занимались загонной охотой на бизонов, делились на восточных и западных дакота. В XVIII веке под давлением вооружённых огнестрельным оружием оджибве и кри, а также привлекаемые охотничьими угодьями и торговыми факториями на реках Де-Мойн, Миссисипи и Миссури, постепенно переселялись на запад. К середине XIX века занимали территории на западе Миннесоты, севере Айовы, Северную и Южную Дакоту, восток Монтаны и Вайоминга, северо-восток Небраски. Заимствовав у соседей лошадь, перешли к конной охоте на бизонов.

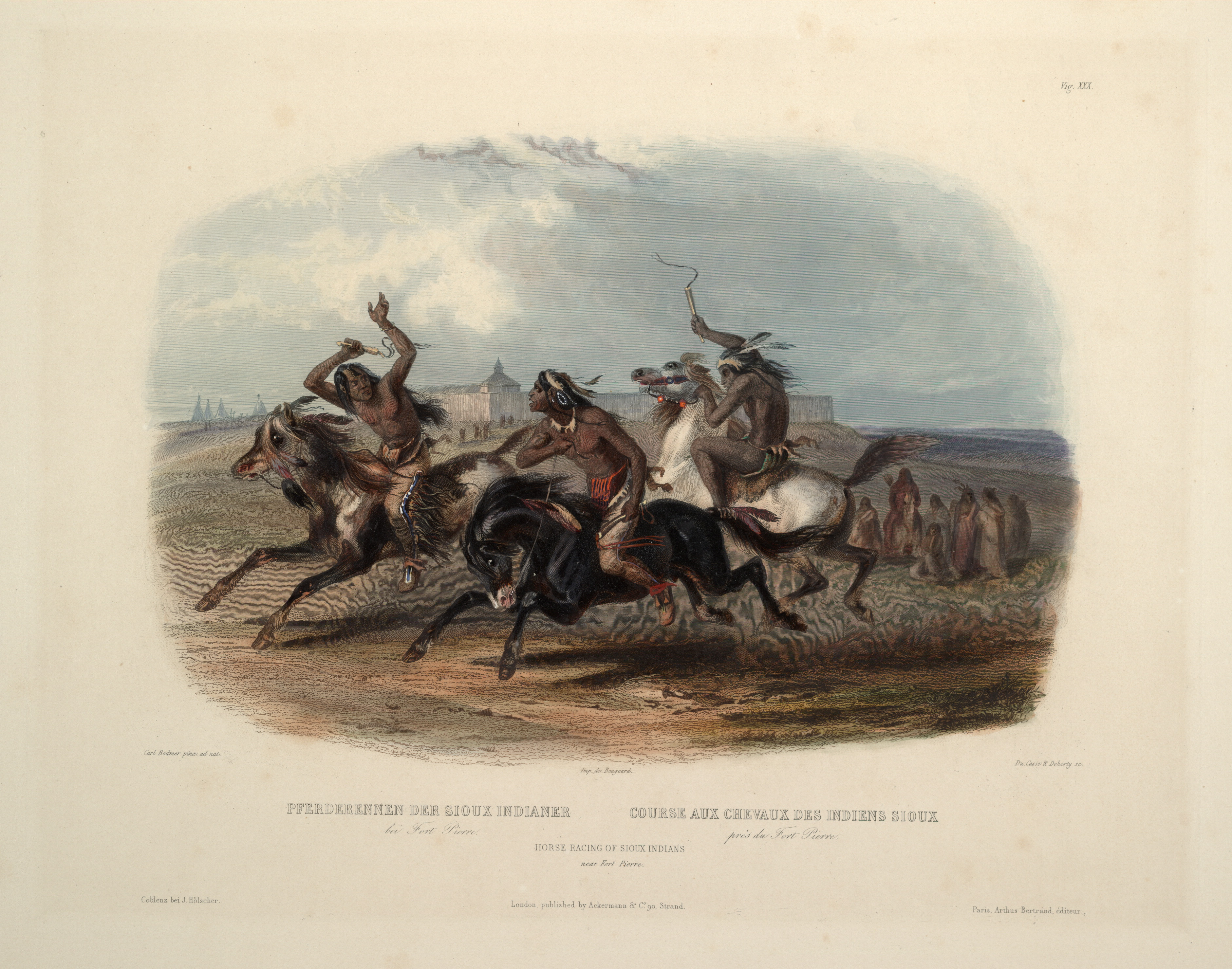
Скачки на лошадях среди индейцев сиу. Худ. Карл Бодмер

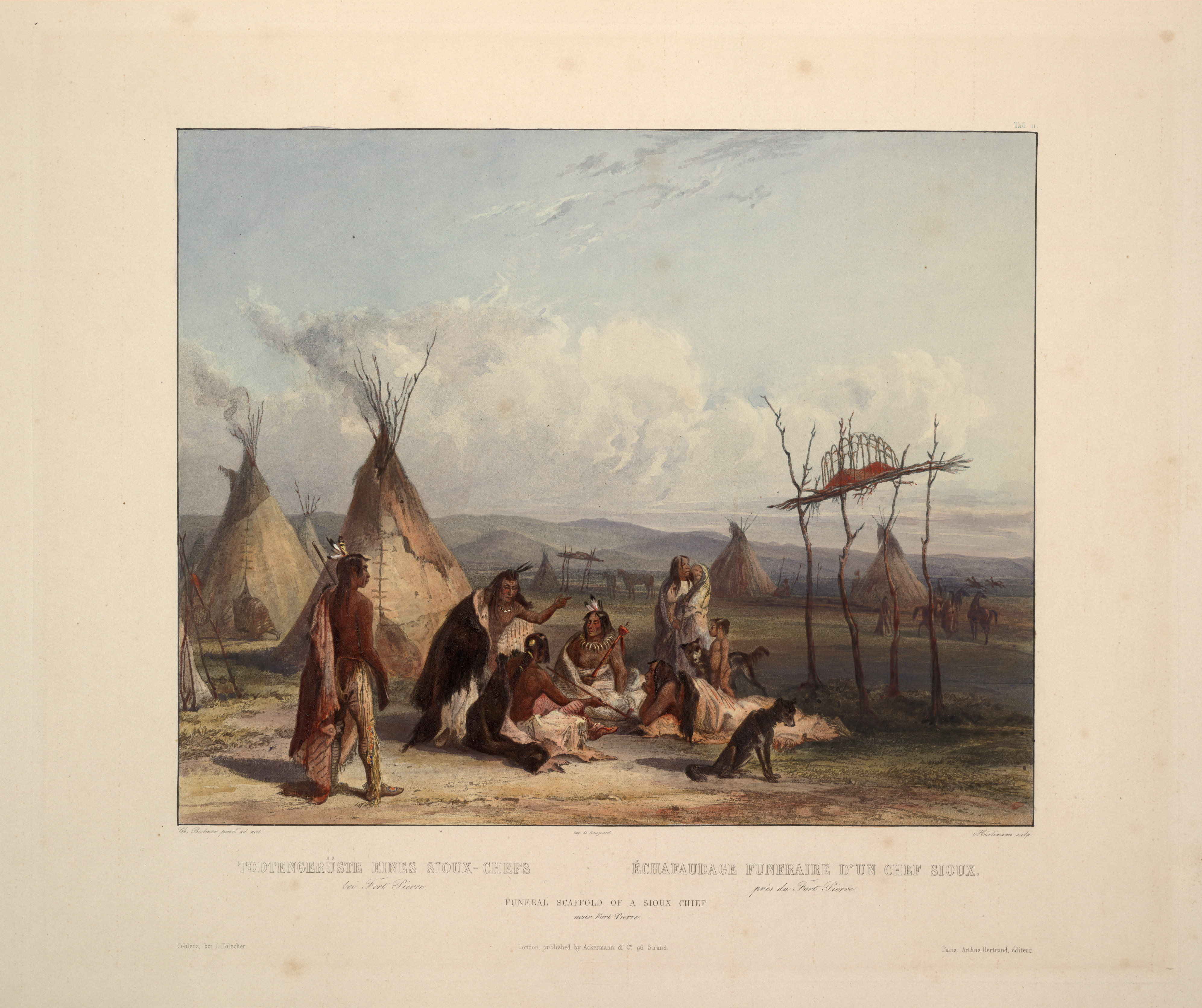
Похороны вождя сиу. Худ. Карл Бодмер

К этому времени делились на 3 группы, состоящих из 7 племён:
- Восточные (санти, исанъяти, восточные дакота) — мдевакантоны, вахпетоны, вахпекуте, сиссетоны;
- Центральные (западные дакота) — янктоны и янктонаи;
- Западные (лакота) — тетон (оглала, брюле, хункпапа, миннеконжу, итазипчо, охенонпа, сихасапа).

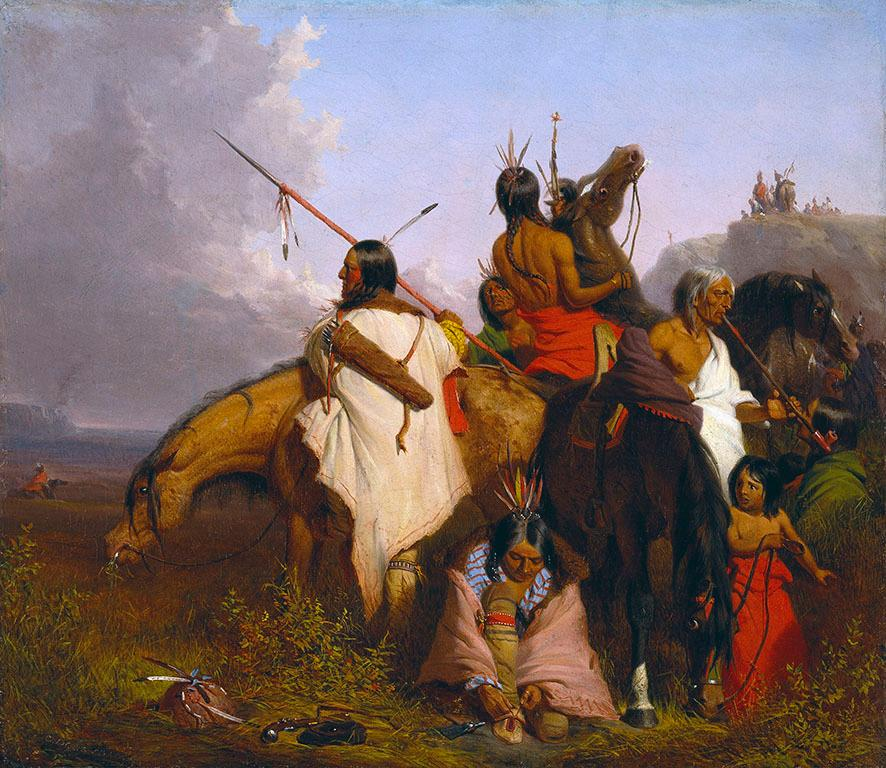
Группа сиу. Худ. Чарльз Дис

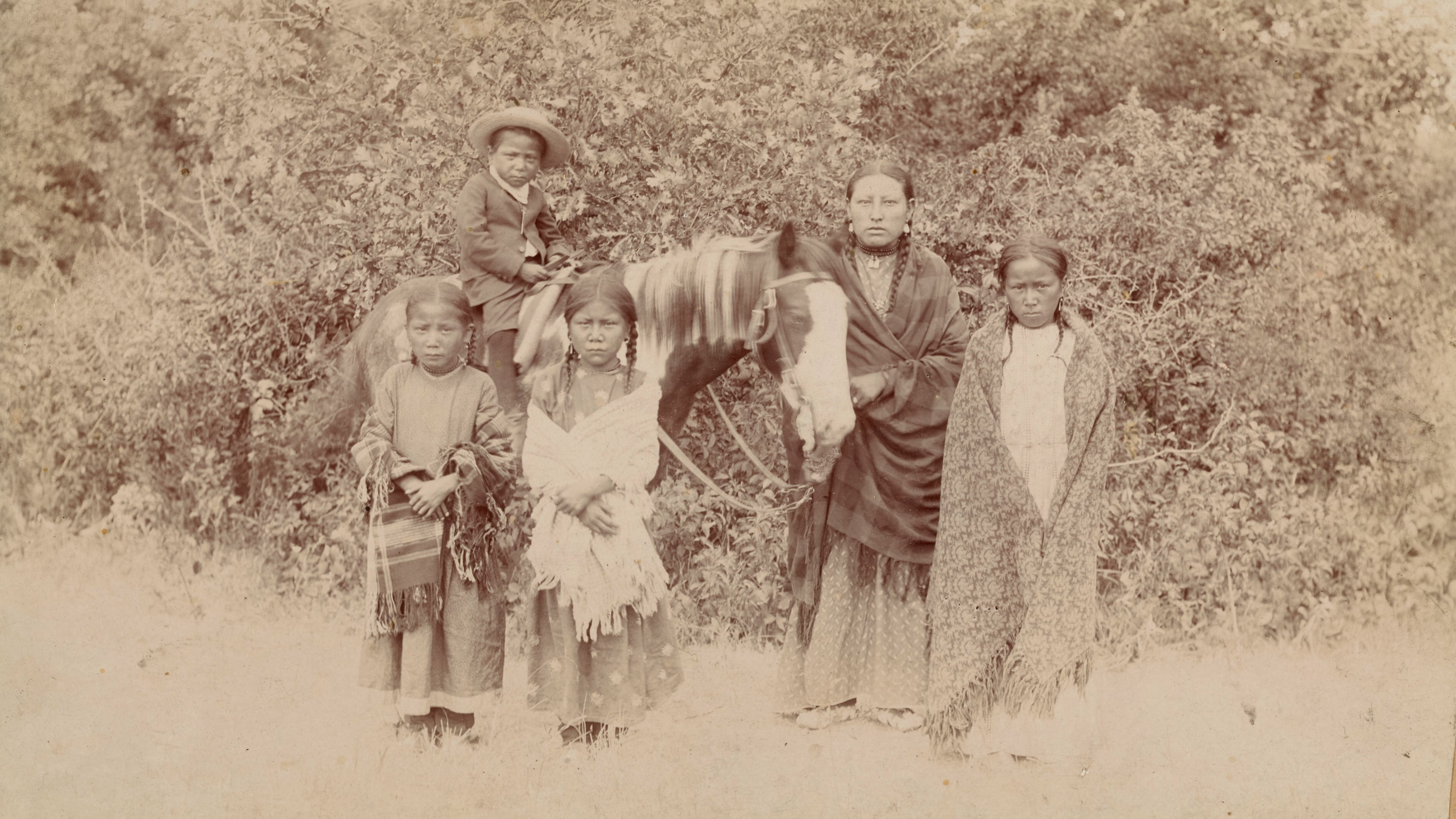
Небраска. Дети племени сиу. 1885-1890 гг.

Центральные и западные сиу по традиционной культуре стали типичными представителями кочевой культуры индейцев Великих равнин. Восточные дакота сочетали элементы кочевничества с земледелием, собирательством и рыболовством. Община (тхиошпайе), составлявшая лагерь, объединяла семьи родных, приёмных и двоюродных братьев (каждая отдельная семья проживала в своём типи), управлялась вождём (итанчан) и советом (типи-ийокихэ). Несколько общин объединялись в кланы и племена. Для обеспечения порядка в лагере и, особенно, во время охоты назначались «полицейские» (акичита), при перекочёвке движением руководили выборные управляющие (вакичонза), также выступавшие судьями при внутренних спорах. Существовали мужские и женские союзы.

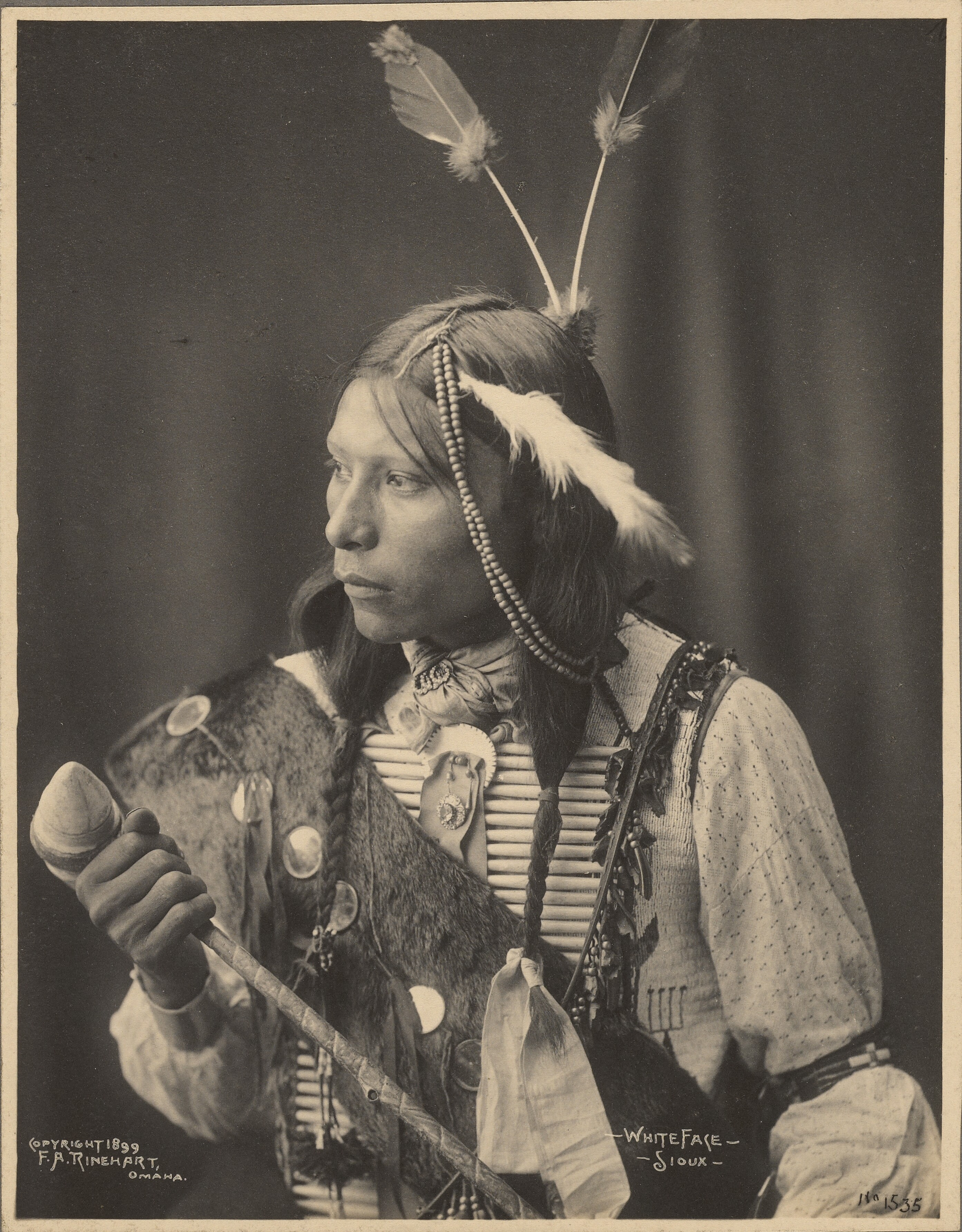
Индеец White Face, 1899 г.

Договорные отношения с США с начала XIX века, захват земель белыми, нарушения прежних договоров, истребление бизонов вызвало вооружённое сопротивление дакота (т. н. Война Воронёнка, Война Красного Облака 1866—1867, Война за Чёрные Холмы 1876—1877). В конце 1870-х годов дакота были окончательно переселены в резервации. Мессианское движение Пляски Духов спровоцировало бойню на ручье Вундед-Ни в 1890.
Современные дакота в резервациях заняты сельским хозяйством, имеют доходы с игорного бизнеса, сдают земли в аренду. Более половины дакота живут в крупных городах по всей территории США. Активно участвуют в политических выступлениях, движении паниндеанизма (согласно которой индейские религиозные символы относятся к одним и тем же понятиям у всех местных племен).

## Традиционные верования
В основе традиционной религии — вера в безличную силу (Вакан-Танка) и её проявления (вакан): таку шканшкан («то, что движет», «энергия»), солнце, луна, ветер, ураган, Четыре ветра, Громовые создания (Вакиньян), камень, земля, Дева — Белая Бизониха, бизон, двуногие, множество невидимых духов. Человек мог обратиться к вакан-танка с мольбой о помощи (вачекийе — «просьба о помощи по-родственному»), связующим предметом считалась курительная трубка (чанунпа). Существовали шаманы: вичаша-вакан и пежута-вичаша (лекари). Основной ритуал у западных и центральных дакота — летняя Пляска Солнца. Распространены мифы творения о культурном герое и трикстере Пауке (Иктоми). Известно пиктографическое письмо, в том числе летописи («перечни зим»).

## Знаменитые сиу

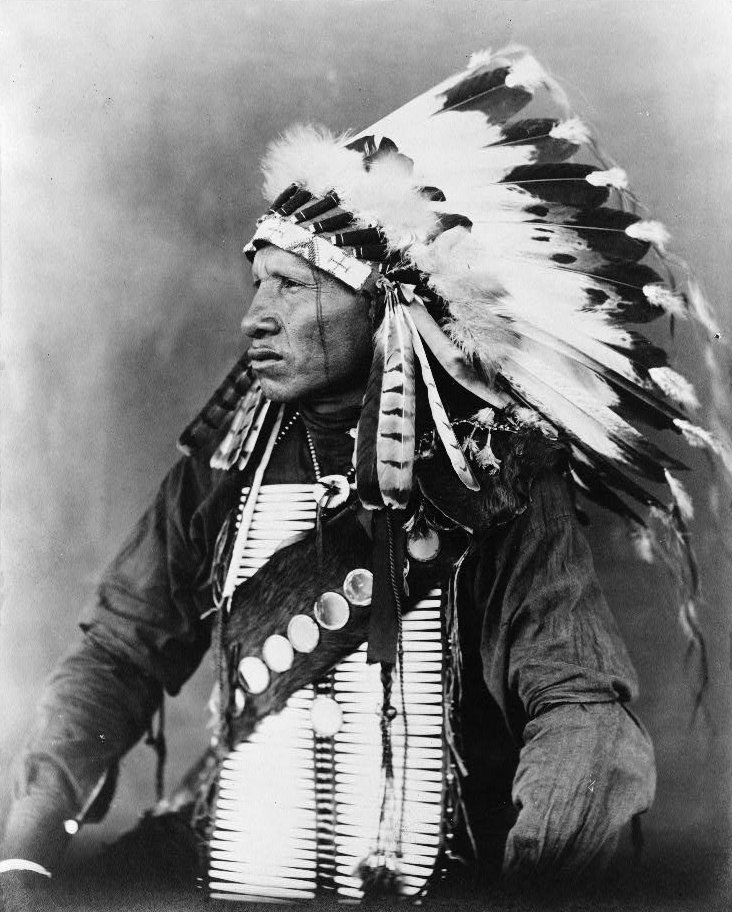
Индеец сиу в традиционной одежде, около 1908 года

- Воронёнок — вождь санти, знаменитый своей ролью в Восстании сиу,
- Сидящий Бык — вождь хункпапа, известный своей ролью в Битве на реке Литл-Бигхорн,
- Большая Нога — вождь миннеконжу, погиб в бойне на ручье Вундед-Ни,
- Неистовый Конь — вождь оглала, прославившийся отвагой на поле боя,

- Красное Облако — вождь оглала, известный своей ролью в войне Красного Облака,
- Чарльз Истмен — врач и писатель,
- Пинающий Медведь — художник оглала,
- Чёрный Лось — шаман и общественный деятель,
- Лютер Стоящий Медведь[англ.] (Matȟó Nážiŋ) — писатель и публицист,
- Желчь — вождь хункпапа, прославившийся отвагой на поле боя,
- Полковник Грегори «Пэппи» Бойингтон — пилот во Второй мировой войне, получивший Медаль Почёта; на четверть сиу,
- Зиткала-Ша — писательница и гражданская активистка,
- Расселл Минс — общественный деятель, борец за права индейцев, актёр,
- Зан Маккларнон — актёр, известный по роли индейца из сериала «Фарго»,
- Карина Ломбард — актриса, наполовину сиу (по матери).